# Artesania terapèutica
L'Artesania terapèutica és tot aquell treball fet a mà per a fer objectes que provoca un benestar corporal i mental a una persona que té algun problema somàtic, psíquic o ambdós. Aquesta teràpia és utilitzada pels terapeutes ocupacionals per a rehabilitar a malalts i gent amb lesions.
L'artesania és el conjunt de les arts realitzades totalment o parcialment a mà que requereix destresa manual i artística per a realitzar objectes funcionals o decoratius. Per la raó de què requerisca destresa manual, els treballs d'artesania s'utilitzen com a teràpia ocupacional. Així per exemple, molts malalts realitzen treballs per a enfortir els músculs o per a adquirir habilitat amb un membre artificial. També serveix com a teràpia en diversos trastorns mentals, proporcionant una via per a expressar els sentiments. L'artesania facilita a les persones discapacitades la possibilitat d'ocupar el seu temps i distraure l'atenció dels seus problemes.